# Randia parvifolia
Randia parvifolia là một loài thực vật có hoa trong họ Thiến thảo. Loài này được Lam. miêu tả khoa học đầu tiên năm 1789.